# Generalauditoriat
Das Generalauditoriat war die oberste Militärgerichtsbehörde der Preußischen Armee.
Das Generalauditoriat wurde mit einer Dienstinstruktion vom 20. Oktober 1800, mit kollegialer Verfassung und bestimmten Befugnissen, organisiert. Nach der preußischen Militärstrafgerichtsordnung von 1845 hatte das Generalauditoriat die Geschäftsführung der Militärgerichte zu beaufsichtigen und Beschwerden in militärischen Angelegenheiten zu bearbeiten. Außerdem hatte die Behörde die Zuständigkeit und Kompetenz der Militärgerichte bzw. die Anwendung und Auslegung der Militärgesetze zu klären und bei Notwendigkeit zur Entscheidung vor den preußischen König zu bringen.
Gegen rechtliche Bescheide des Generalauditoriats blieb nur die Möglichkeit eines Rekurses an den König. Das Generalauditoriat war selbst Rekursinstanz sowie begutachtende Behörde in gesetzlichen Fällen. Es bildete die zweite Instanz in Strafsachen der Militärbeamten und war die vorgesetzte Dienstbehörde der Auditeure und Aktuare. 
Die Behörde hatte ihren Sitz in Berlin und bestand aus dem Generalauditor der Armee als Präsident und sechs Räten, die den Titel Geheimer Justizrat führten. Die Mitglieder des Generalauditoriats waren richterliche Beamte mit den Rechten und Pflichten von Zivilrichtern. Das Generalauditoriat wurde mit Inkrafttreten der Reichsmilitärstrafgerichtsordnung am 1. Oktober 1900 durch das Reichsmilitärgericht ersetzt.
Ähnliche Einrichtungen gab es unter anderem in der königlich bayerischen Armee und in der kurhessischen Armee, in der k.u.k. Österreichischen Armee hieß die Behörde Militärappellationsgericht.